# Sagrada Família d'Urgell
|  | Per al temple de la Sagrada Família situat a Barcelona obra d'Antoni Gaudí vegeu Temple Expiatori de la Sagrada Família |

La Sagrada Família d'Urgell, o la Punxa, és una església i convent de la Seu d'Urgell. L'església és una representació de l'art eclesiàstic contemporani a la ciutat pirinenca, obra dels arquitectes Josep Puig Torné i Josep Miquel Serra de Dalmases, s'obrí al culte el 1959. A la façana s'hi troba un conjunt escultòric del pintor Maties Palau Ferré on s'hi representa una Sagrada Família amb trets moderns. A més dels vitralls, destaca un gran viacrucis de noguera, obra de l'escultor Tomàs Bel.
L'Institut de les Germanes de la Sagrada Família d'Urgell fou fundat a la Seu d'Urgell el 29 de juny de 1859 per Anna Maria Janer Anglarill i actualment es troba repartit per onze països.

## Descripció

Sagrada Família de Maties Palau Ferré, a la façana

Edifici religiós d'una àmplia nau rectangular, forma part de l'edifici que acull el noviciat de la Sagrada Família. És una de les representacions més notables de l'art contemporani de la Seu d'Urgell.
A la façana, hi ha una Sagrada Família d'escultura ceràmica de més de tres metres i mig d'alçada, ideada pel pintor cubista Maties Palau Ferré.
A l'interior, té un notable viacrucis de noguera de 18 metres de longitud obra de l'escultor Tomàs Bel.